# Australia na Zimowych Igrzyskach Olimpijskich 2018
Australia na Zimowych Igrzyskach Olimpijskich 2018 – kadra sportowców reprezentujących Australię na igrzyskach w 2018 roku w Pjongczangu. Kadra liczyła 50 sportowców (22 kobiety i 28 mężczyzn). Był to 19. start reprezentacji Australii na zimowych igrzyskach olimpijskich.

## Zdobyte medale
| Medal  | Zawodnik      | Dyscyplina          | Konkurencja               | Rezultat  | Data      |
| ------ | ------------- | ------------------- | ------------------------- | --------- | --------- |
| Srebro | Matt Graham   | Narciarstwo dowolne | Jazda po muldach mężczyzn | 82,57 pkt | 12 lutego |
| Srebro | Jarryd Hughes | Snowboarding        | Snowboard cross mężczyzn  | [ 3 ]     | 15 lutego |
| Brąz   | Scotty James  | Snowboarding        | Halfpipe mężczyzn         | 92,00 pkt | 14 lutego |

## Statystyki według dyscyplin
| Lp.     | Dyscyplina            | Mężczyźni | Kobiety | Łącznie |
| ------- | --------------------- | --------- | ------- | ------- |
| 1       | Biegi narciarskie     | 4         | 2       | 6       |
| 2       | Bobsleje              | –         | 4       | 4       |
| 3       | Łyżwiarstwo figurowe  | 2         | 2       | 4       |
| 4       | Łyżwiarstwo szybkie   | –         | 1       | 1       |
| 5       | Narciarstwo alpejskie | 1         | 2       | 3       |
| 6       | Narciarstwo dowolne   | 9         | 7       | 16      |
| 7       | Saneczkarstwo         | –         | 1       | 1       |
| 8       | Short track           | 1         | 1       | 2       |
| 9       | Skeleton              | 1         | 1       | 2       |
| 10      | Snowboarding          | 4         | 7       | 11      |
| Łącznie | Łącznie               | 22        | 28      | 50      |

## Skład reprezentacji

### Biegi narciarskie
Kobiety
| Konkurencja                               | Zawodniczka                     | Kwalifikacje | Kwalifikacje | Ćwierćfinały | Ćwierćfinały | Półfinały | Półfinały | Finały  | Finały  |
| Konkurencja                               | Zawodniczka                     | Czas         | Miejsce      | Czas         | Miejsce      | Czas      | Miejsce   | Czas    | Miejsce |
| ----------------------------------------- | ------------------------------- | ------------ | ------------ | ------------ | ------------ | --------- | --------- | ------- | ------- |
| Sprint stylem klasycznym                  | Jessica Yeaton                  | 3:33,01      | 48.          | NQ           | NQ           | NQ        | NQ        | NQ      | NQ      |
| Sprint stylem klasycznym                  | Casey Wright                    | 3:49,80      | 63.          | NQ           | NQ           | NQ        | NQ        | NQ      | NQ      |
| Sprint stylem klasycznym                  | Aimee Watson                    | 3:34,87      | 58.          | NQ           | NQ           | NQ        | NQ        | NQ      | NQ      |
| Bieg indywidualny (10 km stylem dowolnym) | Barbara Jezeršek                | N/A          | N/A          | N/A          | N/A          | N/A       | N/A       | 27:42,5 | 33.     |
| Bieg indywidualny (10 km stylem dowolnym) | Jessica Yeaton                  | N/A          | N/A          | N/A          | N/A          | N/A       | N/A       | 28:09,6 | 41.     |
| Bieg indywidualny (10 km stylem dowolnym) | Aimee Watson                    | N/A          | N/A          | N/A          | N/A          | N/A       | N/A       | 31:56,3 | 81.     |
| Bieg łączony                              | Barbara Jezeršek                | N/A          | N/A          | N/A          | N/A          | N/A       | N/A       | 44:39,3 | 39.     |
| Bieg łączony                              | Jessica Yeaton                  | N/A          | N/A          | N/A          | N/A          | N/A       | N/A       | 45:44,8 | 50.     |
| Sprint drużynowy                          | Barbara Jezeršek Jessica Yeaton | N/A          | N/A          | N/A          | N/A          | 17:20,38  | 6.        | NQ      | NQ      |

Mężczyźni
| Konkurencja                               | Zawodnik                        | Kwalifikacje | Kwalifikacje | Ćwierćfinały | Ćwierćfinały | Półfinały | Półfinały | Finały    | Finały  |
| Konkurencja                               | Zawodnik                        | Czas         | Miejsce      | Czas         | Miejsce      | Czas      | Miejsce   | Czas      | Miejsce |
| ----------------------------------------- | ------------------------------- | ------------ | ------------ | ------------ | ------------ | --------- | --------- | --------- | ------- |
| Sprint stylem klasycznym                  | Philip Bellingham               | 3:31,54      | 65.          | NQ           | NQ           | NQ        | NQ        | NQ        | NQ      |
| Bieg indywidualny (15 km stylem dowolnym) | Philip Bellingham               | N/A          | N/A          | N/A          | N/A          | N/A       | N/A       | 38:36,2   | 77.     |
| Bieg indywidualny (15 km stylem dowolnym) | Callum Watson                   | N/A          | N/A          | N/A          | N/A          | N/A       | N/A       | 37:53,9   | 70.     |
| Bieg łączony                              | Callum Watson                   | NQ           | NQ           | NQ           | NQ           | NQ        | NQ        | 1:25:15,4 | 58.     |
| Sprint drużynowy                          | Philip Bellingham Callum Watson | N/A          | N/A          | N/A          | N/A          | 17:38,36  | 13.       | NQ        | NQ      |

### Bobsleje
Mężczyźni
| Konkurencja      | Zawodnik                                         | 1. przejazd | 1. przejazd | 2. przejazd | 2. przejazd | 3. przejazd | 3. przejazd | 4. przejazd | 4. przejazd | Suma    | Suma    |
| Konkurencja      | Zawodnik                                         | Czas        | Miejsce     | Czas        | Miejsce     | Czas        | Miejsce     | Czas        | Miejsce     | Czas    | Miejsce |
| ---------------- | ------------------------------------------------ | ----------- | ----------- | ----------- | ----------- | ----------- | ----------- | ----------- | ----------- | ------- | ------- |
| Dwójki mężczyzn  | Lucas Mata David Mara                            | 49,88       | 22.         | 50,04       | 21.         | 49,87       | 22.         | NQ          | NQ          | 2:29,79 | 22.     |
| Czwórki mężczyzn | Lucas Mata David Mara Lachlan Reidy Hayden Smith | 49,72       | 22.         | 49,91       | 23.         | 50,07       | 27.         | NQ          | NQ          | 2:29,70 | 25.     |

### Łyżwiarstwo figurowe
Kobiety i mężczyźni
| Zawodnicy                                  | Konkurencja   | SP/OD  | SP/OD   | FS/FD  | FS/FD   | Suma   | Suma    |
| Zawodnicy                                  | Konkurencja   | Punkty | Miejsce | Punkty | Miejsce | Punkty | Miejsce |
| ------------------------------------------ | ------------- | ------ | ------- | ------ | ------- | ------ | ------- |
| Brendan Kerry                              | Soliści       | 83,06  | 16.     | 150,75 | 21.     | 233,81 | 20.     |
| Kailani Craine                             | Solistki      | 56,77  | 16.     | 111,84 | 16.     | 168,61 | 17.     |
| Ekaterina Alexandrovskaya / Harley Windsor | Pary sportowe | 61,55  | 18.     | NQ     | NQ      | NQ     | NQ      |

### Łyżwiarstwo szybkie
Mężczyźni
| Zawodnik     | Konkurencja    | Finał   | Finał   |
| Zawodnik     | Konkurencja    | Czas    | Miejsce |
| ------------ | -------------- | ------- | ------- |
| Daniel Greig | Bieg na 500 m  | 35,22   | 21.     |
| Daniel Greig | Bieg na 1000 m | 1:09,99 | 22.     |

### Narciarstwo alpejskie
Kobiety i mężczyźni
| Zawodnicy        | Konkurencja            | Przejazd 1 | Przejazd 1 | Przejazd 2 | Przejazd 2 | Suma    | Suma    |
| Zawodnicy        | Konkurencja            | Czas       | Miejsce    | Czas       | Miejsce    | Czas    | Miejsce |
| ---------------- | ---------------------- | ---------- | ---------- | ---------- | ---------- | ------- | ------- |
| Dominic Demschar | Slalom gigant mężczyzn | 1:31,21    | 37.        | 1:13,54    | 33.        | 2:26,75 | 33.     |
| Dominic Demschar | Slalom mężczyzn        | DNF        | DNF        | DNF        | DNF        | DNF     | DNF     |
| Harry Laidlaw    | Slalom gigant mężczyzn | DSQ        | DSQ        | DNF        | DNF        | DNF     | DNF     |
| Greta Small      | Superkombinacja kobiet | DNF        | DNF        | DNF        | DNF        | DNF     | DNF     |
| Greta Small      | Zjazd kobiet           |            |            |            |            | 1:42,07 | 20.     |
| Greta Small      | Supergigant kobiet     |            |            |            |            | 1:24,09 | 31.     |

### Narciarstwo dowolne
Skoki akrobatyczne
| Zawodnicy      | Konkurencja                 | Kwalifikacje | Kwalifikacje | Kwalifikacje | Kwalifikacje | Finał  | Finał   | Finał  | Finał   | Finał  | Finał   |
| Zawodnicy      | Konkurencja                 | Skok 1       | Skok 1       | Skok 2       | Skok 2       | Skok 1 | Skok 1  | Skok 2 | Skok 2  | Skok 3 | Skok 3  |
| Zawodnicy      | Konkurencja                 | Punkty       | Miejsce      | Punkty       | Miejsce      | Punkty | Miejsce | Punkty | Miejsce | Punkty | Miejsce |
| -------------- | --------------------------- | ------------ | ------------ | ------------ | ------------ | ------ | ------- | ------ | ------- | ------ | ------- |
| David Morris   | skoki akrobatyczne mężczyzn | 112,83       | 15.          | 124,89       | 2.           | 111,95 | 10.     | NQ     | NQ      | NQ     | NQ      |
| Lydia Lassila  | skoki akrobatyczne kobiet   | 66,27        | 18.          | 63,45        | 14.          | NQ     | NQ      | NQ     | NQ      | NQ     | NQ      |
| Laura Peel     | skoki akrobatyczne kobiet   | 64,86        | 19.          | 89,46        | 2.           | 85,05  | 9.      | 85,65  | 3.      | 55,34  | 5.      |
| Danielle Scott | skoki akrobatyczne kobiet   | 83,76        | 5.           | N/A          | N/A          | 57,01  | 12.     | NQ     | NQ      | NQ     | NQ      |
| Samantha Wells | skoki akrobatyczne kobiet   | 54,28        | 22.          | 58,27        | 17.          | NQ     | NQ      | NQ     | NQ      | NQ     | NQ      |

Jazda po muldach
| Zawodnicy            | Konkurencja               | Kwalifikacje | Kwalifikacje | Kwalifikacje | Kwalifikacje | Kwalifikacje | Kwalifikacje | Finał      | Finał      | Finał      | Finał      | Finał      | Finał      | Finał      | Finał      | Finał      |
| Zawodnicy            | Konkurencja               | Przejazd 1   | Przejazd 1   | Przejazd 1   | Przejazd 2   | Przejazd 2   | Przejazd 2   | Przejazd 1 | Przejazd 1 | Przejazd 1 | Przejazd 2 | Przejazd 2 | Przejazd 2 | Przejazd 3 | Przejazd 3 | Przejazd 3 |
| Zawodnicy            | Konkurencja               | Czas         | Punkty       | Miejsce      | Czas         | Punkty       | Miejsce      | Czas       | Punkty     | Miejsce    | Czas       | Punkty     | Miejsce    | Czas       | Punkty     | Miejsce    |
| -------------------- | ------------------------- | ------------ | ------------ | ------------ | ------------ | ------------ | ------------ | ---------- | ---------- | ---------- | ---------- | ---------- | ---------- | ---------- | ---------- | ---------- |
| Rohan Chapman-Davies | jazda po muldach mężczyzn | 26,07        | 73,96        | 17.          | 27,52        | 67,94        | 12.          | NQ         | NQ         | NQ         | NQ         | NQ         | NQ         | NQ         | NQ         | NQ         |
| Matt Graham          | jazda po muldach mężczyzn | 24,47        | 77,28        | 9.           | N/A          | N/A          | N/A          | 24,89      | 81,39      | 2.         | 25,18      | 80,01      | 4.         | 24,85      | 82,57      | srebro     |
| Brodie Summers       | jazda po muldach mężczyzn | DNS          | DNS          | DNS          | DNS          | DNS          | DNS          | DNS        | DNS        | DNS        | DNS        | DNS        | DNS        | DNS        | DNS        | DNS        |
| James Matheson       | jazda po muldach mężczyzn | 26,33        | 72,27        | 23.          | 27,44        | 74,61        | 10.          | 26,33      | 75,98      | 14.        | NQ         | NQ         | NQ         | NQ         | NQ         | NQ         |
| Britteny Cox         | jazda po muldach kobiet   | 28,94        | 76,78        | 6.           | N/A          | N/A          | N/A          | 29,19      | 75,79      | 5.         | 28,99      | 78,28      | 2.         | 28,29      | 75,08      | 5.         |
| Madii Himbury        | jazda po muldach kobiet   | 31,45        | 68,98        | 15.          | 31,44        | 69,36        | 10.          | 31,03      | 68,19      | 20.        | NQ         | NQ         | NQ         | NQ         | NQ         | NQ         |
| Jakara Anthony       | jazda po muldach kobiet   | 30,52        | 69,49        | 14.          | 31,69        | 73,35        | 3.           | 30,46      | 76,81      | 4.         | 30,48      | 76,85      | 5.         | 30,94      | 75,35      | 4.         |
| Claudia Gueli        | jazda po muldach kobiet   | 31,17        | 68,68        | 17.          | 38,35        | 68,68        | 13.          | NQ         | NQ         | NQ         | NQ         | NQ         | NQ         | NQ         | NQ         | NQ         |

Skicross
| Zawodnicy        | Konkurencja       | Rozstawienie | Rozstawienie | Rundy z 16 | Ćwierćfinał | Półfinał | Finał   | Finał   |
| Zawodnicy        | Konkurencja       | Czas         | Miejsce      | Pozycja    | Pozycja     | Pozycja  | Pozycja | Miejsce |
| ---------------- | ----------------- | ------------ | ------------ | ---------- | ----------- | -------- | ------- | ------- |
| Anton Grimus     | skicross mężczyzn | 1:40,80      | 30.          | 4.         | NQ          | NQ       | NQ      | NQ      |
| Sami Kennedy-Sim | skicross kobiet   | 1:14,97      | 9.           | 2.         | 1.          | 3.       | 4.      | 8.      |

Slopestyle
| Zawodnicy    | Konkurencja         | Kwalifikacje | Kwalifikacje | Kwalifikacje | Kwalifikacje | Finał   | Finał   | Finał     | Finał   |
| Zawodnicy    | Konkurencja         | Ślizg 1      | Ślizg 2      | Najlepszy    | Miejsce      | Ślizg 1 | Ślizg 2 | Najlepszy | Miejsce |
| ------------ | ------------------- | ------------ | ------------ | ------------ | ------------ | ------- | ------- | --------- | ------- |
| Russ Henshaw | slopestyle mężczyzn | 72,60        | 64,00        | 72,60        | 19.          | NQ      | NQ      | NQ        | NQ      |

### Saneczkarstwo
| Zawodnik      | Konkurencja      | Ślizg 1 | Ślizg 1 | Ślizg 2 | Ślizg 2 | Ślizg 3 | Ślizg 3 | Ślizg 4 | Ślizg 4 | Suma     | Suma    |
| Zawodnik      | Konkurencja      | Czas    | Miejsce | Czas    | Miejsce | Czas    | Miejsce | Czas    | Miejsce | Czas     | Miejsce |
| ------------- | ---------------- | ------- | ------- | ------- | ------- | ------- | ------- | ------- | ------- | -------- | ------- |
| Alex Ferlazzo | jedynki mężczyzn | 48,073  | 16.     | 48,578  | 27.     | 49,531  | 36.     | NQ      | NQ      | 2:26,191 | 28.     |

### Short Track
Mężczyźni
| Zawodnik  | Konkurencja    | Eliminacje | Eliminacje | Ćwierćfinał | Ćwierćfinał | Półfinał | Półfinał | Finał | Finał   |
| Zawodnik  | Konkurencja    | Czas       | Miejsce    | Czas        | Miejsce     | Czas     | Miejsce  | Czas  | Miejsce |
| --------- | -------------- | ---------- | ---------- | ----------- | ----------- | -------- | -------- | ----- | ------- |
| Andy Jung | Bieg na 500 m  | 1:03,137   | 3.         | NQ          | NQ          | NQ       | NQ       | NQ    | NQ      |
| Andy Jung | Bieg na 1500 m | 2:16,995   | 4.         | N/A         | N/A         | 2:11,183 | 5.       | NQ    | NQ      |

Kobiety
| Zawodniczka    | Konkurencja    | Eliminacje | Eliminacje | Ćwierćfinał | Ćwierćfinał | Półfinał | Półfinał | Finał | Finał   |
| Zawodniczka    | Konkurencja    | Czas       | Miejsce    | Czas        | Miejsce     | Czas     | Miejsce  | Czas  | Miejsce |
| -------------- | -------------- | ---------- | ---------- | ----------- | ----------- | -------- | -------- | ----- | ------- |
| Deanna Lockett | Bieg na 1000 m | DSQ        | DSQ        | NQ          | NQ          | NQ       | NQ       | NQ    | NQ      |
| Deanna Lockett | Bieg na 1500 m | 2:28,996   | 2.         | N/A         | N/A         | 3:01,928 | 6.       | NQ    | NQ      |

### Skeleton
| Zawodnicy        | Konkurencja    | Ślizg 1 | Ślizg 1 | Ślizg 2 | Ślizg 2 | Ślizg 3 | Ślizg 3 | Ślizg 4 | Ślizg 4 | Suma    | Suma    |
| Zawodnicy        | Konkurencja    | Czas    | Miejsce | Czas    | Miejsce | Czas    | Miejsce | Czas    | Miejsce | Czas    | Miejsce |
| ---------------- | -------------- | ------- | ------- | ------- | ------- | ------- | ------- | ------- | ------- | ------- | ------- |
| John Farrow      | ślizg mężczyzn | 51,64   | 21.     | 51,31   | 18.     | 51,40   | 20.     | 51,53   | 16.     | 3:25,88 | 19.     |
| Jaclyn Narracott | ślizg kobiet   | 52,53   | 15.     | 52,76   | 16.     | 52,62   | 17.     | 52,82   | 17.     | 3:30,73 | 16.     |

### Snowboard
Styl dowolny
Mężczyźni
| Zawodnik         | Konkurencja       | Kwalifikacje | Kwalifikacje | Kwalifikacje | Kwalifikacje | Finał    | Finał    | Finał    | Finał     | Finał   |
| Zawodnik         | Konkurencja       | 1. zjazd     | 2. zjazd     | Najlepszy    | Miejsce      | 1. zjazd | 2. zjazd | 3. zjazd | Najlepszy | Miejsce |
| ---------------- | ----------------- | ------------ | ------------ | ------------ | ------------ | -------- | -------- | -------- | --------- | ------- |
| Kent Callister   | Halfpipe mężczyzn | 66,75        | 77,00        | 77,00        | 12.          | 20,00    | 62,00    | 56,75    | 62,00     | 10.     |
| Scotty James     | Halfpipe mężczyzn | 89,00        | 96,75        | 96,75        | 2.           | 92,00    | 81,75    | 40,25    | 92,00     | brąz    |
| Nathan Johnstone | Halfpipe mężczyzn | 62,25        | 10,25        | 62,25        | 22.          | NQ       | NQ       | NQ       | NQ        | NQ      |

Kobiety
| Zawodniczka    | Konkurencja     | Kwalifikacje | Kwalifikacje | Kwalifikacje | Kwalifikacje | Półfinał | Półfinał | Półfinał  | Półfinał | Finał    | Finał    | Finał    | Finał     | Finał   |
| -------------- | --------------- | ------------ | ------------ | ------------ | ------------ | -------- | -------- | --------- | -------- | -------- | -------- | -------- | --------- | ------- |
| Zawodniczka    | Konkurencja     | 1. zjazd     | 2. zjazd     | Najlepszy    | Miejsce      | 1. zjazd | 2. zjazd | Najlepszy | Miejsce  | 1. zjazd | 2. zjazd | 3. zjazd | Najlepszy | Miejsce |
| Emily Arthur   | Halfpipe kobiet | 30,25        | 66,50        | 66,50        | 8.           | N/A      | N/A      | N/A       | N/A      | 48,25    | 9,25     | 25,00    | 48,25     | 11.     |
| Holly Crawford | Halfpipe kobiet | 57,50        | 20,00        | 57,50        | 20.          | N/A      | N/A      | N/A       | N/A      | NQ       | NQ       | NQ       | NQ        | NQ      |
| Jessica Rich   | Big Air kobiet  | 73,50        | 74,25        | 74,25        | 13.          | NQ       | NQ       | NQ        | NQ       | NQ       | NQ       | NQ       | NQ        | NQ      |

Snowboard cross
| Zawodnicy       | Konkurencja              | Rozstawienie | Rozstawienie | 1/8 finału | Ćwierćfinał | Półfinał | Finał   | Finał   |
| Zawodnicy       | Konkurencja              | Czas         | Miejsce      | Pozycja    | Pozycja     | Pozycja  | Pozycja | Miejsce |
| --------------- | ------------------------ | ------------ | ------------ | ---------- | ----------- | -------- | ------- | ------- |
| Cameron Bolton  | Snowboard cross mężczyzn | 1:14,35      | 12.          | 2.         | 3.          | 4.       | 4.      | 10.     |
| Jarryd Hughes   | Snowboard cross mężczyzn | 1:13,73      | 25.          | 1.         | 2.          | 2.       | 2.      | srebro  |
| Adam Lambert    | Snowboard cross mężczyzn | 1:14,94      | 22.          | 4.         | NQ          | NQ       | NQ      | NQ      |
| Alex Pullin     | Snowboard cross mężczyzn | 1:14,76      | 20.          | 2.         | 2.          | 1.       | 6.      | 6.      |
| Belle Brockhoff | Snowboard cross kobiet   | 1:20,34      | 10.          | N/A        | 3.          | DNF      | 5.      | 11.     |